# Гнедин, Евгений Александрович
Евгений Александрович Гнедин (настоящая фамилия Гельфанд, 1898—1983) — советский дипломат, писатель и журналист, политолог, правозащитник. Участник диссидентского движения.

## Биография
Сын известного деятеля российской и германской социал-демократии Александра Львовича Парвуса (1869—1924) и Татьяны Наумовны Берман (1868—1917). Родился в Дрездене, привезён матерью в Россию в 1904 году. В 1916 году окончил среднюю школу в Одессе и поступил на медицинский факультет Новороссийского университета.
В марте 1919 года принимал участие в партизанской борьбе с Белым движением.
В 1920—1922 годах учился на электромеханическом факультете петроградского Политехнического института.

### Советский дипломат
С 1922 по 1930 год работал в Народном комиссариате иностранных дел, в том числе заведующим подотделом торговой политики и старшим референтом по Германии. С 1931 года — член ВКП(б). С 1927-го по февраль 1935 года — заместитель заведующего иностранным отделом «Известий ЦИК СССР». С февраля 1935-го по июнь 1937 года — первый секретарь посольства СССР в Берлине. С июня 1937-го по май 1939 года — заведующий отделом печати НКИД СССР, на московских процессах цензурировал сообщения иностранных корреспондентов.

### Арест
Был арестован в 1939 году. Несмотря на то, что во время следствия неоднократно подвергался пыткам, не признал себя виновным в предъявленных обвинениях и не дал ложных показаний на М. М. Литвинова. Более года содержался в Сухановской тюрьме. После окончания следствия, в 1941 году, был приговорён к 10 годам лишения свободы и «вечной» ссылке.
16 июля 1953 года после ареста Лаврентия Берии написал письмо в Президиум ЦК КПСС, в котором рассказал о том, как его пытали в кабинете Берии.
Реабилитирован в октябре 1955 года, восстановлен в КПСС.

### Диссидент
С 1956 года активно занимался журналистско-публицистической и правозащитной деятельностью. Был другом А. Д. Сахарова.
Активно пропагандировал идею конвергенции советского общества, мирного сосуществования двух систем. За это на него обрушился вал критики и угроз. В знак протеста в 1979 году он вышел из КПСС. Автор воспоминаний.
Умер 14 августа 1983 года в Москве, в Боткинской больнице.

## Семья
- Жена — Надежда Марковна Гнедина (урождённая Бродская, 1905—1991), переводчик художественной прозы.
  - Дочь — литератор, переводчик и популяризатор науки Татьяна Евгеньевна Гнедина.

## Книги
- От плана Дауэса к плану Юнга. — М.: Московский рабочий, 1929. (под псевд. Номад; в соавторстве с Политикусом).
- Международные договоры СССР. — М.: Госиздат, б/г.
- Разоружение — узел международных противоречий. — М.: Соцэкгиз, 1934.
- Что происходит в Европе? — М.: ОГИЗ, 1938. (под псевд. Е. Александров)
- Социал-реформизм и колониальный вопрос. — М.: Соцэкгиз, 1961 (совм. с Т. Скоровым и А. Степановым).
- Из истории отношений между СССР и фашистской Германией: Документы и современные комментарии. — Нью-Йорк: Хроника, 1977.
- Катастрофа и второе рождение, серия «Библиотека самиздата» 8, Амстердам, Фонд имени Герцена, 1977. (Опубликовано частично под названием «Себя не потерять» /фрагменты мемуаров/ — «Новый мир», 1988, № 7)
- Выход из лабиринта / Предисл. А. Сахарова. — New York: Chalidze publ., 1982. — 120 с.